# Плутонийрутений
Плутонийрутений — бинарное неорганическое соединение
рутения и плутония
с формулой RuPu,
кристаллы.

## Получение
- Сплавление стехиометрических количеств чистых веществ:

{\displaystyle {\mathsf {Ru+Pu\ {\xrightarrow {1250^{o}C}}\ PuRu}}}

## Физические свойства
Плутонийрутений образует кристаллы
кубической сингонии,
пространственная группа P m3m,
параметры ячейки a = 0,33635 нм, Z = 1,
структура типа хлорида цезия CsCl
.
Соединение образуется по перитектической реакции при температуре выше 1250°С .